# Миклджон, Дэвид
Дэ́вид Ди́чберн Ми́клджон (англ. David Ditchburn Meiklejohn; 12 декабря 1900, Гован, Шотландия — 22 августа 1959, Эрдри, Северный Ланаркшир, Шотландия) — шотландский футболист и тренер. Выступал на позиции защитника. Был игроком сборной Шотландии с 1922 по 1933 год.

## Карьера

### Клубная
Дэвид Миклджон начал карьеру футболиста в клубе «Рейнджерс» в 1919 году и завершил её там же 17 лет спустя. В первый же сезон пребывания в клубе из Глазго футболист стал чемпионом Шотландии, а затем выигрывал титул ещё 11 раз. Звёздным часом Миклджона можно считать финал кубка Шотландии 1928 года, когда защитник вышел на поле с капитанской повязкой вместо травмированного Томми Муирхеда и с пенальти, назначенного за игру рукой капитана «Селтика» Вилли Макстея, открыл счёт в матче. В итоге финал завершился со счётом 4:0 в пользу «Рейнджерс», который завоевал национальный кубок после 25-летнего перерыва
.
Всего на счету Дэвида Миклджона 5 побед в национальном кубке.

### В сборной
Миклджон впервые сыграл за сборную Шотландии 4 февраля 1922 года в матче домашнего чемпионата Великобритании против команды Уэльса
.
В третьем для себя матче за сборную, 14 февраля 1925 года, защитник забил гол в ворота валлийцев
.
В последний раз Дэвид Миклджон вышел на поле в форме национальной сборной 29 ноября 1933 года в товарищеском матче с австрийцами и сумел поразить ворота соперника
.
Всего футболист сыграл за сборную Шотландии 15 матчей, в которых забил 2 гола. В 6 матчах Миклджон был капитаном команды (впервые — 22 февраля 1930 года в матче против Северной Ирландии)
.
Трижды защитник становился в составе сборной победителем домашнего чемпионата Великобритании.
| Матчи Дэвида Миклджона за сборную Шотландии | Матчи Дэвида Миклджона за сборную Шотландии | Матчи Дэвида Миклджона за сборную Шотландии | Матчи Дэвида Миклджона за сборную Шотландии | Матчи Дэвида Миклджона за сборную Шотландии | Матчи Дэвида Миклджона за сборную Шотландии | Матчи Дэвида Миклджона за сборную Шотландии |
| ------------------------------------------- | ------------------------------------------- | ------------------------------------------- | ------------------------------------------- | ------------------------------------------- | ------------------------------------------- | ------------------------------------------- |
| №                                           | Дата                                        | Оппонент                                    | Счёт                                        | Голы Миклджона                              | Соревнование                                |                                             |
| 1                                           | 4 февраля 1922                              | Уэльс                                       | 1:2                                         | —                                           | Домашний чемпионат Великобритании           |                                             |
| 2                                           | 16 февраля 1924                             | Уэльс                                       | 0:2                                         | —                                           | Домашний чемпионат Великобритании           |                                             |
| 3                                           | 14 февраля 1925                             | Уэльс                                       | 3:1                                         | 1                                           | Домашний чемпионат Великобритании           |                                             |
| 4                                           | 28 февраля 1925                             | Северная Ирландия                           | 3:0                                         | 1                                           | Домашний чемпионат Великобритании           |                                             |
| 5                                           | 4 апреля 1925                               | Англия                                      | 2:0                                         | —                                           | Домашний чемпионат Великобритании           |                                             |
| 6                                           | 29 октября 1927                             | Уэльс                                       | 2:2                                         | —                                           | Домашний чемпионат Великобритании           |                                             |
| 7                                           | 25 февраля 1928                             | Северная Ирландия                           | 0:1                                         | —                                           | Домашний чемпионат Великобритании           |                                             |
| 8                                           | 23 февраля 1929                             | Северная Ирландия                           | 7:3                                         | —                                           | Домашний чемпионат Великобритании           |                                             |
| 9                                           | 13 апреля 1929                              | Англия                                      | 1:0                                         | —                                           | Домашний чемпионат Великобритании           |                                             |
| 10                                          | 22 февраля 1930                             | Северная Ирландия                           | 3:1                                         | —                                           | Домашний чемпионат Великобритании           |                                             |
| 11                                          | 5 апреля 1930                               | Англия                                      | 2:5                                         | —                                           | Домашний чемпионат Великобритании           |                                             |
| 12                                          | 28 марта 1931                               | Англия                                      | 2:0                                         | —                                           | Домашний чемпионат Великобритании           |                                             |
| 13                                          | 19 сентября 1931                            | Северная Ирландия                           | 3:1                                         | —                                           | Домашний чемпионат Великобритании           |                                             |
| 14                                          | 31 октября 1931                             | Уэльс                                       | 3:2                                         | —                                           | Домашний чемпионат Великобритании           |                                             |
| 15                                          | 29 ноября 1933                              | Австрия                                     | 2:2                                         | 1                                           | Товарищеский матч                           |                                             |

Итого: 15 матчей, 3 гола; 9 побед, 1 ничья, 5 поражений.

### Тренерская
После окончания карьеры игрока Миклджон работал обозревателем в газете «Дэйли Рекорд». В 1947 году вернулся в футбол и стал главным тренером «Партик Тисл». Умер 22 августа 1959 года в результате сердечного приступа, случившегося на стадионе «Брумфилд Парк» после матча «Партик Тисл» с «Эйрдрионианс». В 2009 году включён в Зал славы шотландского футбола.

## Достижения

### Командные
Шотландия
- Победитель Домашнего чемпионата Великобритании (3): 1922, 1925, 1929

Рейнджерс
- Чемпион Шотландии (12): 1920/21, 1922/23, 1923/24, 1924/25, 1926/27, 1927/28, 1928/29, 1929/30, 1930/31, 1932/33, 1933/34, 1934/35
- Обладатель кубка Шотландии (5): 1927/28, 1929/30, 1931/32, 1933/34, 1934/35

### Личные
- Член Зала славы шотландского футбола (с 2009 года)